# Pinceladas de rítmica

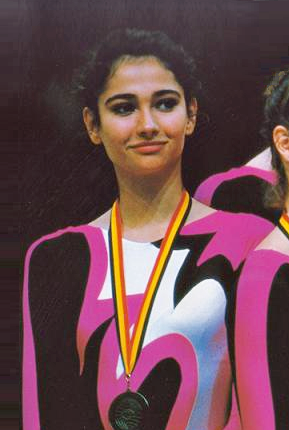
Montse Martín es la autora de las ilustraciones de Pinceladas de rítmica.

Pinceladas de rítmica es un libro ilustrado por la ex gimnasta rítmica Montse Martín y escrito por su hermano, el músico Manel Martín. En él se desarrolla un recorrido por la historia de la gimnasia rítmica a través de las ilustraciones de Montse, así como de las biografías y análisis técnicos y artísticos de un total de 56 gimnastas destacadas, aunque la 1ª edición contaba con 50.
Fue presentado el 25 de mayo de 2017 en la sede del CSD, tras haber estado en fase de crowdfunding desde el 26 de octubre hasta el 25 de noviembre de 2016, superando el 17 de noviembre los 250 mecenas necesarios para su publicación. La 2ª edición se publicó el 13 de abril de 2018 y fue ampliada con 6 nuevas gimnastas. El libro cuenta con el prólogo de la exgimnasta Ana Bautista. Es el segundo proyecto literario de Montse, tras ilustrar la serie de cuentos Olympia.

## Formato y estructura
Pinceladas de rítmica está publicado a color, en formato A4 con encuadernación en tapa dura, cabezada y papel interior de 170 gramos. En la 1ª edición, contaba con 168 páginas y la portada contenía el título del libro seguido del subtítulo «Un homenaje a la gimnasia rítmica a través de las 50 mejores gimnastas de todos los tiempos», además de una ilustración de Anna Bessonova. En la contraportada aparece María Petrova. El libro se inicia con una palabras por parte de Montse Martín, una breve biografía de Montse y Manel, y el prólogo de Ana Bautista. A continuación se divide en 11 partes:
- 1. Pinceladas de historia. Breve resumen de los orígenes e historía de la gimnasia rítmica.
- 2. Nuestra lista de 50. Parte central del libro que incluye la biografía e ilustración de 50 gimnastas rítmicas destacadas (para la 2.ª edición la lista se amplió a 56).
- 3. Pinceladas de conjuntos. Breve resumen de la historia de la competición de conjuntos.
- 4. Conjunto búlgaro campeón del mundo (Varna, Bulgaria, 1987). Análisis técnico y artístico del ejercicio mixto de Bulgaria en 1987.
- 5. La música. Análisis del papel de la música en la gimnasia rítmica.
- 6. Compositores y géneros musicales más utilizados. Relación de acompañamientos musicales más empleados entre las principales gimnastas.
- 7. Menciones especiales. Listado de destacadas gimnastas que no aparecen biografiadas.
- 8. Bibliografía. Fuentes usadas en la realización del libro.
- 9. La rítmica en la red. Relación de enlaces en internet sobre gimnasia rítmica.
- 10. Agradecimientos y dedicatoria. Reconocimientos expresos y dedicatoria al conjunto español de 1991 a través de una fotografía de Karol Otero.
- 11. Mecenas. Listado de instituciones, empresas y personas que han financiado el libro.

## Listado de las 56 gimnastas biografiadas
Las 56 gimnastas biografiadas por Manel tienen en el libro al menos una ilustración realizada por Montse Martín. Las gimnastas que cuentan con dos ilustraciones diferentes son Diliana Gueorguieva, Marina Lóbach, Ana Bautista, Oksana Kóstina, María Petrova, Elena Vitrichenko, Natalia Lipkovskaya, Anna Bessonova y Yevguéniya Kanáyeva. Además de los dibujos de estas gimnastas, en el libro también aparece una ilustración de Isadora Duncan y otra del conjunto búlgaro de 1987.
| - 1. Lilia Ignatova (1965, Bulgaria) - 2. Marta Bobo (1966, España) - 3. Anelia Ralenkova (1963, Bulgaria) - 4. Galina Beloglazova (1967, URSS) - 5. Diliana Gueorguieva (1965, Bulgaria) - 6. Tatiana Druchinina (1969, URSS) - 7. Marina Lóbach (1970, URSS) - 8. Bianka Panova (1970, Bulgaria) - 9. Adriana Dunavska (1970, Bulgaria) - 10. Anna Kotchneva (1970, URSS) - 11. Elizabet Koleva (1972, Bulgaria) - 12. Ana Bautista (1972, España) - 13. Alexandra Timoshenko (1972, URSS / EUN) - 14. Yulia Baycheva (1972, Bulgaria) - 15. Elena Shamatulskaya (1974, URSS / Bielorrusia) - 16. Oksana Skaldina (1972, URSS / EUN / Ucrania) - 17. Irina Deleanu (1975, Rumania) - 18. Oksana Kóstina (1972, URSS / Rusia) - 19. Carolina Pascual (1976, España) - 20. María Petrova (1975, Bulgaria) - 21. Carmen Acedo (1975, España) - 22. Larissa Loukianenko (1973, Bielorrusia) - 23. Ekaterina Serebrianskaya (1977, Ucrania) - 24. Eva Serrano (1978, Francia) - 25. Amina Zaripova (1976, Rusia) | - 26. Elena Vitrichenko (1976, Ucrania) - 27. Yana Batyrshina (1979, Rusia) - 28. Olga Gontar (1979, Bielorrusia) - 29. Natalia Lipkovskaya (1979, Rusia) - 30. Almudena Cid (1980, España) - 31. Teodora Alexandrova (1981, Bulgaria) - 32. Tamara Yerofeeva (1982, Ucrania) - 33. Yulia Raskina (1982, Bielorrusia) - 34. Alina Kabáyeva (1983, Rusia) - 35. Irina Cháshchina (1982, Rusia) - 36. Yulia Barsukova (1978, Rusia) - 37. Anna Bessonova (1984, Ucrania) - 38. Aliya Yussupova (1984, Kazajistán) - 39. Natalia Godunko (1984, Ucrania) - 40. Liubov Charkashyna (1987, Bielorrusia) - 41. Silvia Miteva (1986, Bulgaria) - 42. Alina Maksymenko (1991, Ucrania) - 43. Yevguéniya Kanáyeva (1990, Rusia) - 44. Ganna Rizatdinova (1993, Ucrania) - 45. Deng Senyue (1992, China) - 46. Son Yeon-jae (1994, Corea del Sur) - 47. Margarita Mamún (1995, Rusia) - 48. Yana Kudryavtseva (1997, Rusia) - 49. Salome Pazhava (1997, Georgia) - 50. Aleksandra Soldátova (1998, Rusia) |

### Gimnastas incluidas en la 2.ª edición
Para la 2.ª edición, el listado fue ampliado con 6 nuevas gimnastas:
- 51. Iliana Raeva (1963,  Bulgaria)
- 52. Maisa Lloret (1971,  España)
- 53. Carolina Rodríguez (1986,  España)
- 54. Melitina Staniouta (1993,  Bielorrusia)
- 55. Neviana Vladinova (1994,  Bulgaria)
- 56. Katsiaryna Halkina (1997,  Bielorrusia)

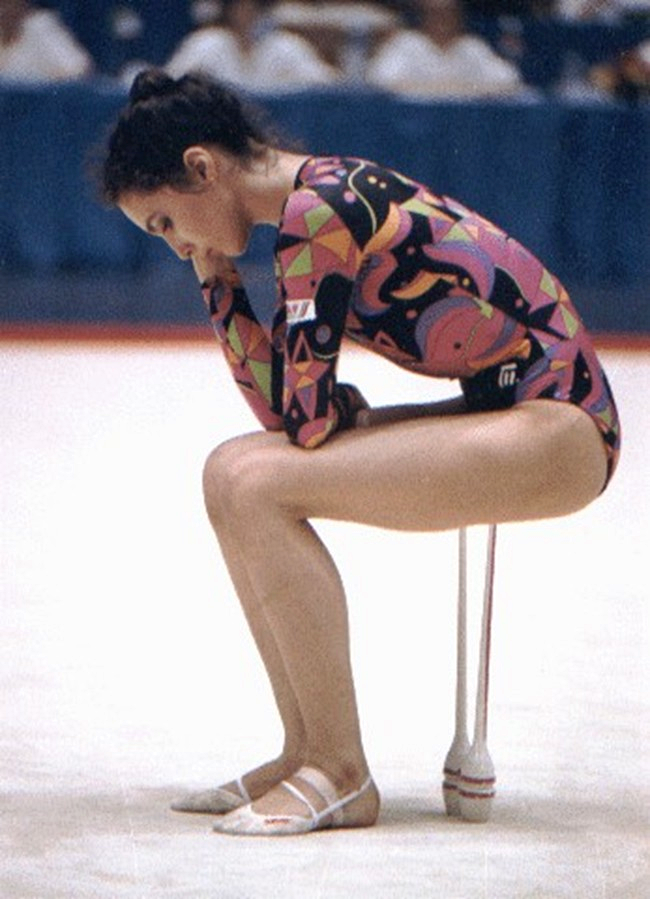
María Petrova.
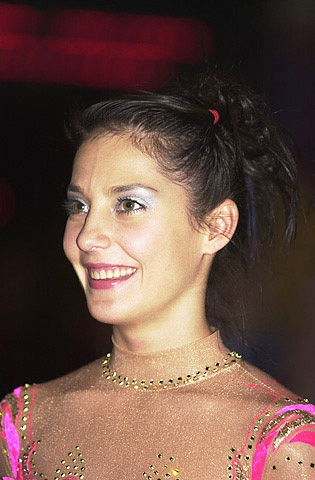
Elena Vitrichenko.
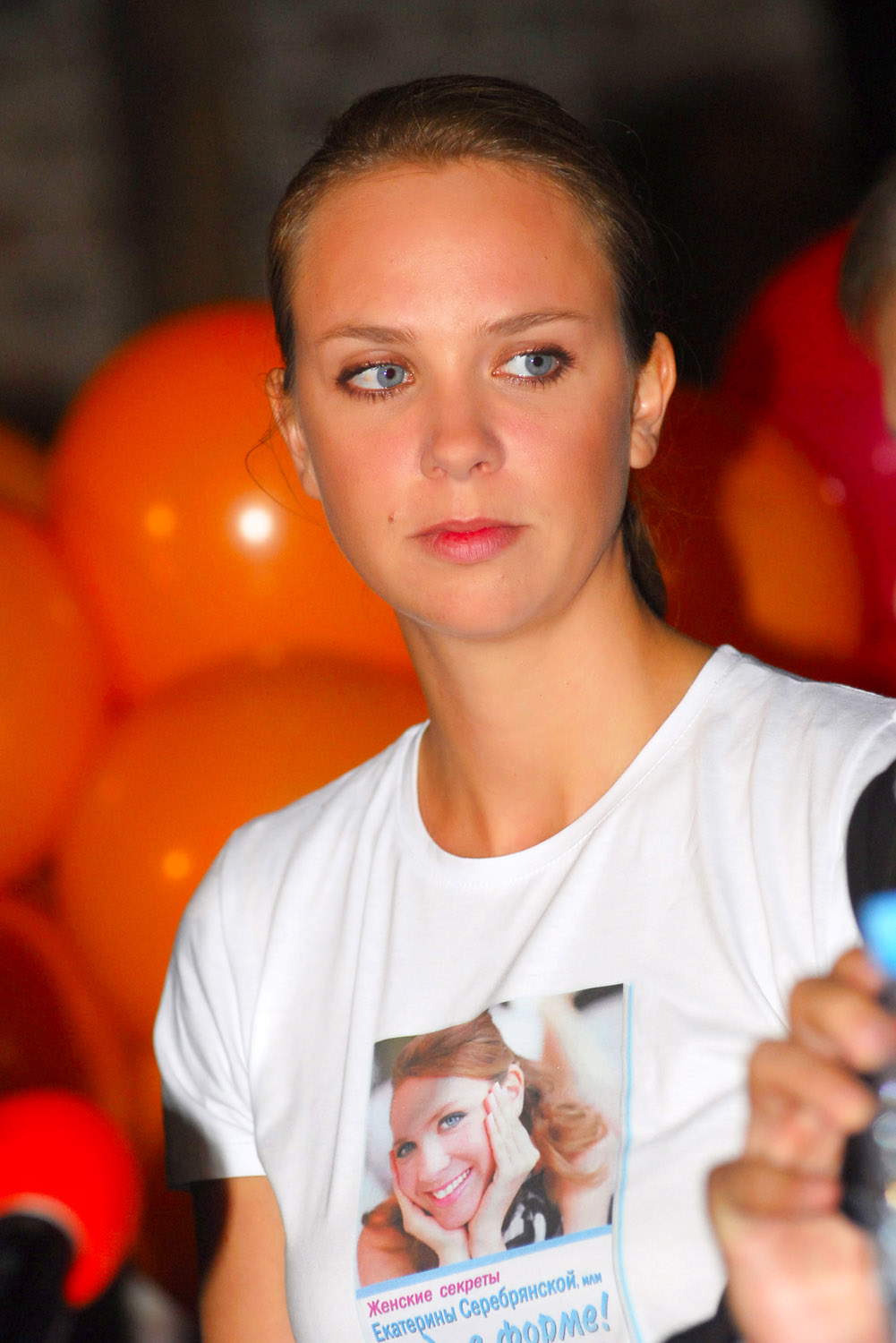
Ekaterina Serebrianskaya.
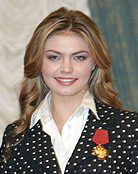
Alina Kabáyeva.
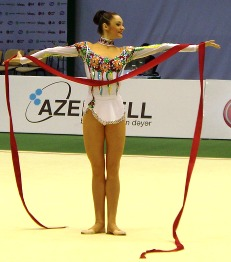
Anna Bessonova.
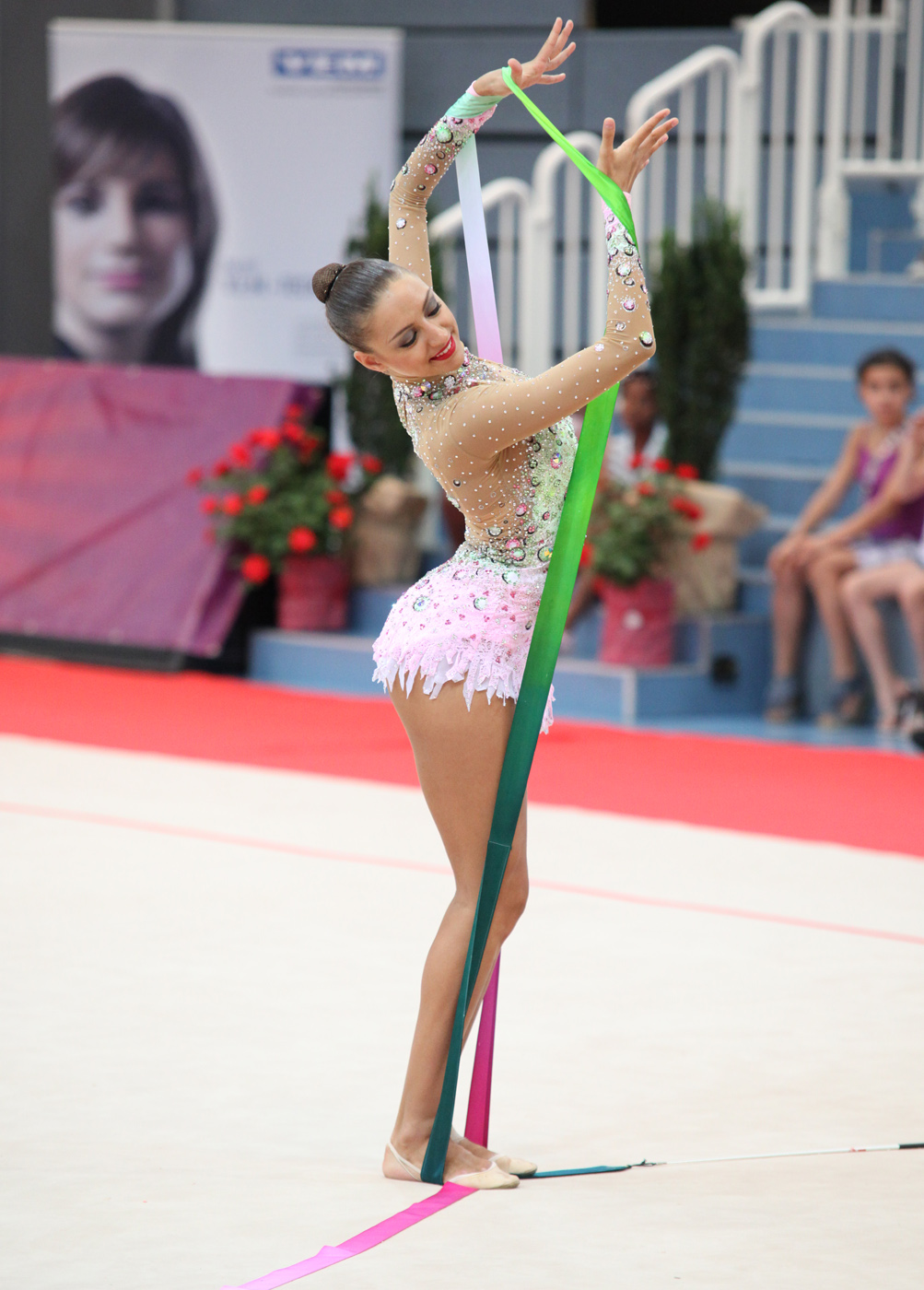
Yevguéniya Kanáyeva.

## Publicación
La idea de desarrollar un libro de ilustraciones de gimnastas, así como de análisis musicales y artísticos de sus montajes, surgió por parte de Montse y Manel Martín en 2013, unos cuatro años antes de su publicación. El proyecto fue conocido inicialmente como The Magical Art of Rhythmic Gymnastics en la página web de Montse Martín, y también se barajó como título We love art, we love Rhythmic Gymnastics. Posteriormente se cambió su título por el definitivo.
El 26 de octubre de 2016, Montse anunció de forma sorpresiva el inicio de la campaña de crowdfunding en libros.com para poder publicar Pinceladas de rítmica. En el anuncio, realizado a través de sus redes sociales, Montse calificó el proyecto diciendo que «Este libro es una declaración de amor. Una deuda pendiente. Y también un sueño. [...] es un homenaje a la gimnasia rítmica». La fase de crowdfunding finalizó el 25 de noviembre de 2016, superando el 17 de noviembre los 250 mecenas necesarios para su publicación. 
El libro fue presentado el 25 de mayo de 2017 en la sede del CSD en Madrid. La presentación estuvo presidida por los autores, Montse y Manel Martín, además del director de Deportes del CSD, Jaime González, y Jesús Carballo, presidente de la Real Federación Española de Gimnasia. Al acto asistieron numerosas exgimnastas españolas como Lorea Elso (que ejerció de maestra de ceremonias), Bito Fuster, Gemma Royo, Carolina Pascual, Carmen Acedo, Ana Bautista, Eva Jiménez, Arancha Marty, María Martín, Ana Roncero, Ana María Pelaz, Isabel Pagán y Sara Bayón, la seleccionadora nacional Anna Baranova, y parte del conjunto júnior español. En el acto, Manel Martín indicó sobre el libro que «Es un recorrido no sólo a la historia y a los logros de estas gimnastas, sino también a sus elementos y estilos por los que son recordadas, jugando un papel muy importante la música como elemento característico y artístico en sus ejercicios».
Un día después, el 26 de mayo, fue presentado en Barcelona en el marco del IV Trofeo Internacional Ciudad de Barcelona y de la mano de la Federación Catalana de Gimnasia. Al acto asistieron destacadas exgimnastas como Anna Bessonova, Eva Serrano, Ana Bautista, Carmen Acedo y Esther Escolar, entrenadoras como Iratxe Aurrekoetxea o Elena Karpushenko, y la gimnasta Olena Diachenko. La 2.ª edición de Pinceladas de rítmica se publicó el 13 de abril de 2018 y fue ampliada con 6 nuevas gimnastas ilustradas.